# Прапор Кортрейка
Прапор Кортрейка був офіційно затверджений муніципальною радою 14 червня 1985 року як муніципальний прапор західнофламандської комуни і міста Кортрейк. 7 липня 1987 року він був підтверджений урядом Фландрії та остаточно опублікований 3 грудня 1987 року в офіційному бельгійському державному віснику.

Офіційно прапор описується так: 
Білий з саржею і фестончастим краєм червоного кольору
Прапор повністю заснований на муніципальному гербі і тому виглядає абсолютно однаково.

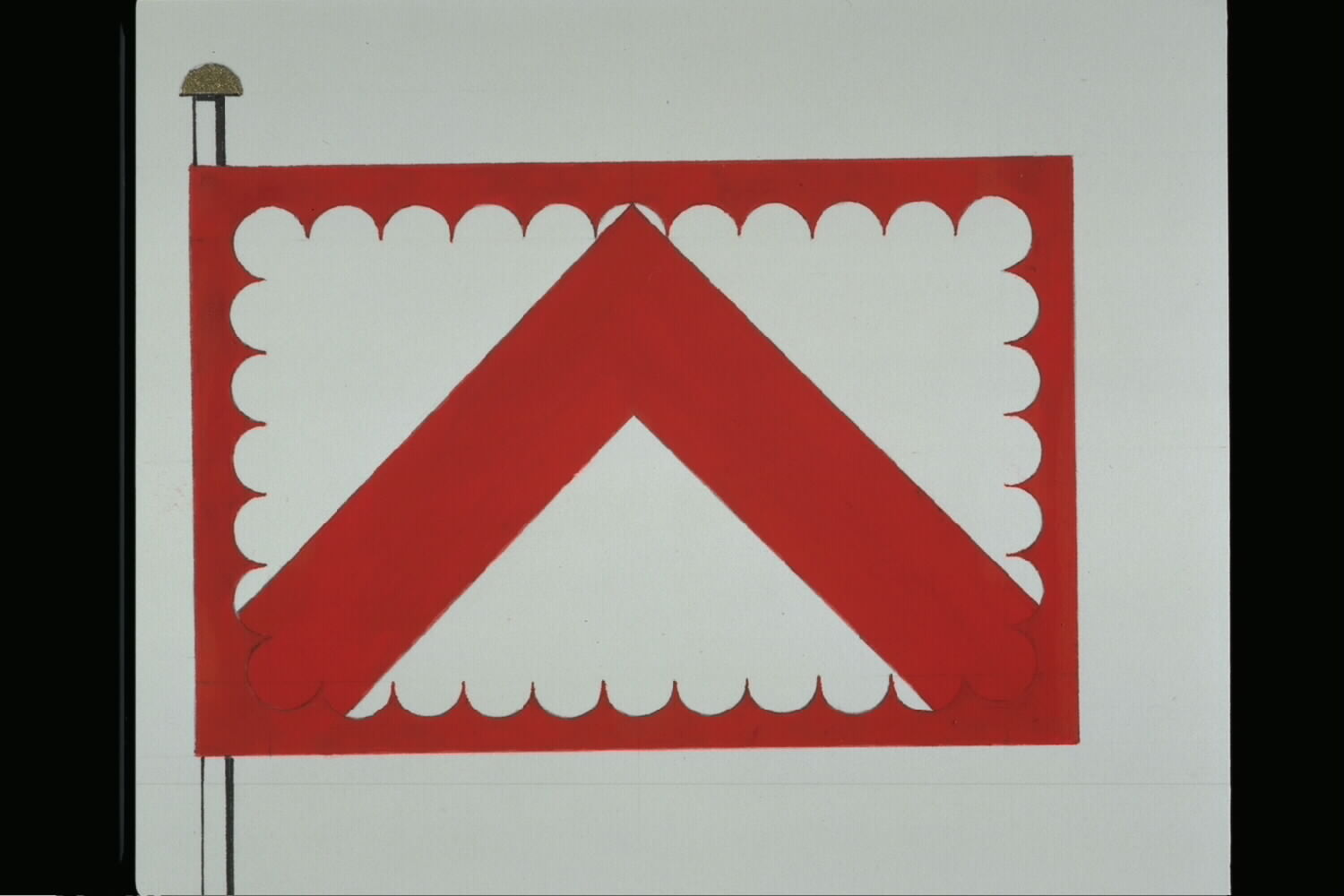
Офіційний малюнок прапора
Герб Кортрейка